# Њу Стујахок (Аљаска)
Њу Стујахок (енгл. New Stuyahok) град је у америчкој савезној држави Аљаска.

## Демографија
По попису из 2010. године број становника је 510, што је 39 (8,3%) становника више него 2000. године.
| Група                 | 2000.       | 2010.       |
| Амерички староседеоци | 437 (92,8%) | 477 (93,5%) |
| Белци                 | 18 (3,8%)   | 18 (3,5%)   |
| Афроамериканци        | 0 (0,0%)    | 0 (0,0%)    |
| Азијати               | 0 (0,0%)    | 0 (0,0%)    |
| Хиспаноамериканци     | 6 (1,3%)    | 6 (1,2%)    |
| Укупно                | 471         | 510         |